# Kra
Kra (яп. ケラ Кэра) — японская рок-группа, исполняющая музыку в стиле visual kei.

## История
Официальной датой образования группы считается 11 сентября 2001 года. После выпуска первых двух демо записей «Hard Lolita» и «Brise» в 2002 году группа привлекла к себе внимание лейбла PS Company, который в результате предложил музыкантам контракт. В этом же году выпустили мини-альбом под названием «Boku to no Himitsu».
В 2003 группа выпустила 4 мини-альбома и приняла участие в ряде крупных фестивалей, включая Beauti-Fool’s Fest ’03.
В 2004 Kra записали макси-сингл «Kuu» и, после многочисленных выступлений, выпустили DVD под названием «Meisaku Gekijo».
В начале 2005 года у Kra вышли сразу три части макси-сингла «Yaneura no Kanrinin», мини-альбомы «Acid Marchen», «Artman (Reissue)», «Shiki Tabi no Samposha (Reissue)», «Circus Shounen (Reissue)» и ещё один DVD. В том же году группа дала несколько концертов в рамках тура «Peace and Smile Carnival Tour», который был организован лейблом PS Company.
В 2006 Kra выпустили два мини-альбома: «Kerabian Night» и «Hoshizora Ressha no Kiteki o Kikinagara». Затем Kra переходят в статус major и празднуют это событие выпуском нового сингла «Heart Balance», после чего отправляются в последний тур в качестве индисов и дают первый концерт как мэйджеры, который прошёл в C. C. Lemon Hall в декабре 2006 года.
В марте 2007 Kra выпустили полноценный альбом «dhar. ma» и DVD, названный «COURT of JUSTICE», включающий в себя запись с их вышеуказанного первого мэйджер-концерта. Кроме этого в рамках фестиваля «J-Rock Invasion» в декабре они выступили в Германии наряду с другими подопечными PS Company — SuG, alice nine., Screw и Kaggra,.
Весной 2008 Kra выпустили мини-альбом «Creatures» и приняли участие в праздновании седьмой годовщины журнала Zy под названием ILLUSION ‘08, проходившей с 19 по 20 января 2008 года. Кроме того 23 июля вышел DVD «2008 Oneman Live Yaonbirakidayo Zeninshugo Part I».
3 января 2009 года Kra выступила на концерте «Peace and Smile Carnival», посвященном 10-летию PS Company, исполнив там 5 композиций. Так же, как и в 2005 году, Кейю и Мияви были ведущими, выступая комедийным дуэтом «Deko to Boko». В этом же году Kra выпустили два макси-сингла: «Love Lab» и «bird». Так же они приняли участие в «V-Rock Festival» вместе с довольно известными группами (the Gazette, D’espairsRay, Moi dix Mois, Penicillin и т. д.).
В 2010 году 26 февраля Kra открыли концертом в 16 песен тур по всей Японии под названием «Nihon Zenkoku Mankai Sengen» и завершили его 3 апреля. 30 мая группа приняла участие в концерте «Tribal Arrival vol.100» на сцене Shibuya-AX, а Кэйю под псевдонимом Madao на этом же концерте был одним из вокалистов session-группы «The Tokyo High Black». 7 июля вышел DVD «TOUR 2010 FINAL Yaonbirakidayo Zeninshugo Part II». Кроме того, в августе Kra выпустили сингл «Dennou Imagination», а в конце ноября — альбом «GURICO». 28 декабря прошёл последний концерт в полном составе — гитарист группы Май уходит из группы и музыки в целом из-за проблем со здоровьем. Прекращать деятельность Kra не собирается.
26 февраля 2011 года прошёл первый концерт в новом составе, на котором в качестве гитариста присутствовал Тайдзо (бывш. Zoro). До 31 марта этого года было доступно для предзаказа лимитированное DVD «TOUR 2010 FINAL Heart to Heart» с полной записью последнего концерта с Маем. 28 апреля Тайдзо стал полноценным членом группы. 1 июня вышел новый сингл «Fushigina Sekai kara no Shoutaijou» в двух версиях, после чего группа отправилась в тур «Tribal Arrival» вместе с другими подопечными PS Company. В августе группа приняла участие в традиционном «Peace & Smile Carnival 2011 SHIBUYA 7DAYS», на котором соревновалась с Screw и D=OUT. Кроме того, в последний день карнавала вернулась session-группа «The Tokyo High Black». В этом же году группа отметила своё 10-летие праздничным концертом в Shibuya O-East.

## Состав
- Кэйю (яп. 景夕 Кэйю:, ромадзи Keiyuu или Keiyuh) — вокал, фортепиано.
- Тайдзо (яп. タイゾ Тайдзо, ромадзи Taizo) — гитара.
- Юра (яп. 結良 Ю:ра, ромадзи Yuura или Yuhra) — бас-гитара.
- Ясуно (яп. 靖乃 Ясуно, ромадзи Yasuno) — барабаны.

## Дискография

### Демозаписи
- [2002.05.18] Brise
- [2002.11.03] Hard Lolita (ハードロリータ)
- [2002.12.23] Romantic (ろまんちっく)

### Макси-синглы
- [2004.03.10] Kuu (クゥ)
- [2005.03.23] Yaneura no Kanrinin (屋根裏の管理人)
- [2006.09.21] Heart Balance (ハートバランス)
- [2006.12.06] Artman (アートマン)[1]
- [2008.01.23] Yell
- [2008.05.14] Kizuna (絆 -キズナ-)Yu-Gi-Oh! 5D's 1st Japanese opening theme
- [2008.10.08] Amaoto wa Chopin no Shirabe (雨音はショパンの調べ)
- [2009.06.10] Love Lab (ラブラボ)
- [2009.10.28] Bird
- [2010.08.10] Dennou Imagination (デンノヲ空想理論)
- [2011.06.01] Fushigi na sekai kara no shotaijou (不思議な世界からの招待状)
- [2012.05.30] Honne (ホンネ)
- [2012.09.26] Kakusei Distortion (覚醒ディストーション)
- [2013.09.11] Clown’s Crown

### Альбомы
- [2007.03.07] Dhar・ma[2]
- [2007.09.26] Creatures
- [2008.03.12] Escape (エスケープ)
- [2009.02.04] Life ~ Today is a very good day to Die ~
- [2010.02.24] Twinkle star BEST 2006—2009
- [2010.04.15] Transmigration BEST 2003—2005 (Korea Limited)
- [2010.11.24] GURICO
- [2011.10.26] Naro to Torte (ナロとトルテ)
- [2013.02.27] Joker’s KINGDOM
- [2015.10.14] Tsugi no Monogatari

### Мини-альбомы
- [2002.10.30] Boku to no Himitsu (ぼくとの秘密)
- [2003.01.29] Kimi ni Shitsumon! (きみに質問！)
- [2003.05.07] Circus Shounen (サーカス少年)
- [2003.10.29] Brahman (ブラフマン)
- [2003.10.29] Artman (アートマン)
- [2004.03.10] Fiction (as 36481?[3])
- [2005.04.20] Shiki Tabi no Sanposha (四季旅の散歩者)
- [2005.08.17] ACID Märchen
- [2006.03.08] Krabian Night (ケラビアンナイト)
- [2006.03.08] Hoshizora Ressha no Kiteki wo Kikinagara (星空列車の汽笛を聞きながら)
- [2014.04.23] Satahinato (サタヒナト)

### DVD
- [2004.12.22] Meisaku Gekijou (迷作劇場)
- [2007.03.28] Court of Justice
- [2008.07.23] Kra 2008: Oneman Live Yaonbirakidayo zeninshugo! (Kra 2008 ONEMAN LIVE 野音開きだよ 全員集合!!)
- [2008.10.08] Kraction
- [2010.07.07] Nihon zenkoku mankai sengen Yaonbirakidayo Zeninshugo Part II (TOUR 2010 FINAL 日本全国満開宣言 ～咲きまくり警報発令～ 野音開きだよ全員集合!!Part2)
- [2014.04.23] Joker of Despair from『zero』